# Комітет наукової термінології НАН України
Комітет наукової термінології НАН України — науковий організаційно-консультативний орган Національної академії наук України з питань наукової термінології.
Утворений унаслідок реорганізації Комісії зі створення галузевих словників наукової термінології (постанова № 342 від 12.11.1968 р). Головами комітету в різні часи були академіки Й. Штокало, К. Ситник, І. Білодід, В. Русановський, О. Мельничук, Д. Гроздинський, А. Г. Загородній. Станом на 2023 рік голова комітету — академік НАН України, професор, доктор філологічних наук Микола Жулинський (нар. 1940).
До складу Комітету наукової термінології входять провідні вчені з різних галузей науки та група наукової термінології Інституту української мови НАН України як робочий орган Комітету.
Структура НАНУ → Комітет
- Національна академія наук України
  - Інститут української мови
    - Відділ наукової термінології
      - Комітет наукової термінології

Основні завдання Комітету наукової термінології:
- теоретичне розроблення принципів і концептуальних засад, практичних рекомендацій щодо унормування галузевих терміносистем та впровадження термінологічних норм у мовну практику;
- координація підготовки термінологічних словники;
- мовна експертиза державних стандартів України на терміни і визначення.